# 張永政
張永政（1985年2月8日—），台灣男演員、節目主持人。於2008年參加台灣電視公司與TVBS-G主辦的選秀節目《決戰第一名》獲得第一季季軍。

## 作品

### 主持節目
| 日期   | 名稱       | 播出於     |
| ------ | ---------- | ---------- |
| 2010年 | 台灣全記錄 | 三立都會台 |

### 戲劇
| 日期   | 名稱                  | 播出於     | 角色   | 備註 |
| ------ | --------------------- | ---------- | ------ | ---- |
| 2010年 | 死神少女              | 公共電視台 | 大東   |      |
| 2006年 | 花樣少年少女          | 八大綜合台 | 門真   |      |
| 2006年 | 穿牆人 (電影)         |            | 翁小鐵 |      |
| 2006年 | 看不見的城市 (舞台劇) |            |        |      |

### 廣告
- 2006年(台灣)  「味丹飽飽鍋」 捲麵篇
- 2006年(台灣)  「百樂筆」 好可愛篇
- 2006年(台灣)  「肯德基」 您真內行篇
- 2006年(台灣)  「肯德基」 阿嬤別躲篇
- 2006年(台灣)  「屈臣氏」 魂不守舍篇
- 2006年(台灣)  「遠傳電信」 大雙網篇
- 2006年(台灣)  「VISA信用卡」 薪資篇
- 2006年(台灣)  「AIRWAVES」 風箏篇
- 2006年(台灣)  「遠東台塑聯名卡」 加油篇
- 2007年(台灣)  「中華電信CF 全家便利商店」

## 外部連結
- 張永政的Facebook專頁
- 張永政的新浪微博
- 張永政在互联网电影资料库（IMDb）上的資料（英文）（英文）